# گرنوت یورتین
گرنوت یورتین (آلمانی: Gernot Jurtin; ۹ اکتبر ۱۹۵۵ – ۵ دسامبر ۲۰۰۶) بازیکن فوتبال اهل اتریش بود.
از باشگاه‌هایی که در آن بازی کرده‌است می‌توان به باشگاه فوتبال اشتورم گراتس اشاره کرد.
وی همچنین در تیم ملی فوتبال اتریش بازی کرده‌است.